# Liborio Sánchez
Liborio Vicente Sánchez Ledesma (* 9. Oktober 1989 in Guadalajara, Jalisco), meistens unter seinem Kurznamen Liborio Sánchez aufgeführt, ist ein mexikanischer Fußballspieler auf der Position des Torwarts.

## Leben

### Verein
Sánchez erhielt seine fußballerische Ausbildung bei Deportivo Guadalajara, dem bedeutendsten Verein seiner Heimatstadt. Dort erhielt er auch seinen ersten Profivertrag, spielte aber zunächst zwei Jahre lang auf Leihbasis für dessen Farmteam Deportivo Tapatío, bevor er in der Saison 2009/10 zum Kader der ersten Mannschaft von Deportivo Guadalajara gehörte und jeweils vier Spiele in der mexikanischen Liga und in der  Copa Libertadores absolvierte.
Anschließend spielte Sánchez auf Leihbasis für die Tiburones Rojos Veracruz (2010/11) und den Querétaro Fútbol Club, bevor er Anfang 2013 von diesem Verein erworben wurde, der ihn aber anschließend seinerseits an die Delfines del Carmen (2014) und den Deportivo Toluca FC (2014–2016) verlieh. 
Nach zwei weiteren kurzfristigen Stationen beim Chiapas FC (Apertura 2016) und den Cafetaleros de Tapachula (Clausura 2017) wechselte Sánchez ins Ausland, wo er zunächst beim kolumbianischen Alianza Petrolera FC spielte und seit 2019 bei verschiedenen Vereinen in Guatemala tätig war: zunächst bei Deportivo Chiantla, dann bei Deportivo Iztapa (2019–2021), Deportivo Xinabajul (2021–2023), Deportivo San Pedro (2023) und Municipal Grecia (2024) sowie aktuell bei Deportivo Coatepeque.

### Nationalmannschaft
2011 gehörte Sánchez zum mexikanischen Aufgebot bei der Copa América, wo er aber ebenso wenig an seinem ehemaligen Mannschaftskameraden Luis Ernesto Michel vorbeikam wie zuvor (von wenigen Ausnahmen abgesehen) bei Deportivo Guadalajara. 
Überhaupt kam Sánchez für die mexikanische A-Nationalmannschaft ebenso wenig zum Einsatz wie bei seiner Berufung in den Kader der mexikanischen Olympiaauswahl bei den Olympischen Sommerspielen 2012, als die mexikanische U-23-Nationalmannschaft für Mexiko zum bisher einzigen Mal die Goldmedaille beim olympischen Fußballturnier gewinnen konnte.